# Kaagcup
De Kaagcup Zeilwedstrijden worden in ieder geval al sinds 1965 georganiseerd. Toen nog onder de naam Garuda-cup. De Garuda stam van de Sagara Satrya's uit Oegstgeest waren toendertijd de organisatoren. Vanaf 1976 werden de wedstrijden in zijn huidige opzet georganiseerd.
De admiraliteiten Delfland en Rijnland van Scouting Nederland hebben daartoe de Stichting Zeeverkennersactiviteiten Zuid-Hollandsplassengebied opgericht waaronder de Commissie Kaagcup valt die de Kaagcup Zeilwedstrijden organiseert.
De Kaagcup Zeilwedstrijden worden georganiseerd voor de waterwerkgroepen van de Admiraliteiten Delfland en Rijnland en, wanneer de ruimte het toelaat, voor waterwerkgroepen uit de andere Admiraliteiten van Scouting Nederland.
De wedstrijden worden jaarlijks gehouden op de vrijdag en zaterdag na Hemelvaart en vinden plaats op de Kagerplassen bij Leiden.
Aan de Kaagcup doen elk jaar bijna 1.250 waterscouts (en soms Zeekadetten) en ongeveer 290 boten mee. De Scouts komen uit onder andere de regio's Den Haag, Leiden, Bollenstreek, Haarlem en Rotterdam. Opvallend is dat er steeds meer vraag is van groepen van buiten Zuid-Holland om mee te mogen doen.
Veel van de deelnemende scoutinggroepen overnachten op boterhuiseiland. Hier vindt ook na de wedstrijden op zaterdagavond de prijsuitreiking plaats.
De Scoutinggroep die bij alle sessies de beste resultaten heeft behaald, wint de Kaagcup Wisselprijs. Er wordt gevaren volgens het reglement van het Koninklijk Nederlands Watersport Verbond (KNWV). Tijdens de Kaagcup zeilen de waterscouts in lelievletten of lelieschouwen.
De scouts zeilen de wedstrijden per klasse, twee series op vrijdag en een op zaterdag. Naast de bijna 260 lelievletten nemen aan de Kaagcup bijna 30 lelieschouwen deel.